# 若尾典子
若尾 典子（わかお のりこ、1949年(昭和24年) - ）は、日本の憲法学者、佛教大学教授。憲法・ジェンダー研究専攻。元民主主義科学者協会法律部会理事。

## 来歴
岐阜県生まれ。1971年名古屋大学法学部卒、1973年同大学院法学研究科修士課程修了。夫・若尾祐司が琉球大学に赴任したため那覇市に渡り、同大非常勤講師、中京法律専門学校専任講師、広島女子大学文学部助教授、同大教授、県立広島大学保健福祉学部人間福祉学科教授。佛教大学社会福祉学部教授。

## 著書
- 『わがままの哲学 わたしのことはわたしが決める』学陽書房、1992
- 『闇の中の女性の身体 性的自己決定権を考える』学陽書房、1997
- 『ジェンダーの憲法学 人権・平等・非暴力』家族社、2005
- 『女性の身体と人権  性的自己決定権への歩み』学陽書房、2005

共著
- 『フェミニズム法学 生活と法の新しい関係』浅倉むつ子、戒能民江共著 明石書店、2004

### 翻訳
- M.ミッテラウアー,R.ジーダー『ヨーロッパ家族社会史 家父長制からパートナー関係へ』若尾祐司共訳 名古屋大学出版会、1993

## 参考
- [ISBN 978-4-313-47012-5]
- J-GLOBAL